# Albatàrrec
Albatàrrec és un municipi de la comarca del Segrià ubicat prop del riu Segre travessat pel canal de Seròs, Tanmateix el nucli urbà es troba a escassos 6 km de la capital del Segrià.
Localment s'anomena Albatarri o lo Batarri. L'origen etimològic és discutit. Podria ser d'un nom àrab, Abu Tarik, o del basc o, potser, preromà, patarra que vol venir a dir «costa escabrosa», que s'explicaria pel sector del tossal de Pedrós., o per la mateixa localització actual del poble. Se'n coneixen algunes formes antigues: Albatarre (1228), Albatarra (1359), sense -c epentètica (cf. tomate > tomàtec, tave > tàvec, etc).
Alguns autors que s'apropen a la teoria àrab del nom proposen una descendència del antropònim "Qalata-al-Ibn Tarik", amb poques referències documentals. També pot partir del fet que, durant molts anys, hi ha hagut una bassa per abeurar el bestiar prop d'on ara hi ha l'escola.
Tradicionalment la economia del poble ha estat lligada al conreu de fruita dolça (pera, poma, nectarina i prèssec).

## Geografia
- Llista de topònims d'Albatàrrec (Orografia: muntanyes, serres, collades, indrets..; hidrografia: rius, fonts...; edificis: cases, masies, esglésies, etc).

## Demografia
| 1497 f | 1515 f | 1553 f | 1717 | 1787 | 1857 | 1877 | 1887 | 1900 | 1910 |
| ------ | ------ | ------ | ---- | ---- | ---- | ---- | ---- | ---- | ---- |
| 12     | 18     | 19     | 62   | 204  | 479  | 508  | 526  | 564  | 738  |

| 1920 | 1930 | 1940 | 1950 | 1960 | 1970  | 1981  | 1990  | 1992  | 1994  |
| ---- | ---- | ---- | ---- | ---- | ----- | ----- | ----- | ----- | ----- |
| 856  | 840  | 757  | 807  | 903  | 1.050 | 1.066 | 1.015 | 1.009 | 1.009 |

| 1996  | 1998  | 2000  | 2002  | 2004  | 2006  | 2008  | 2010  | 2012  | 2014  |
| ----- | ----- | ----- | ----- | ----- | ----- | ----- | ----- | ----- | ----- |
| 1.007 | 1.069 | 1.130 | 1.236 | 1.393 | 1.519 | 1.749 | 1.979 | 2.113 | 2.139 |

| 2016  | 2018  | 2020  | 2022  | 2024  | 2026 | 2028 | 2030 | 2032 | 2034 |
| ----- | ----- | ----- | ----- | ----- | ---- | ---- | ---- | ---- | ---- |
| 2.291 | 2.335 | 2.236 | 2.217 | 2.251 | -    | -    | -    | -    | -    |